# ليان هاو
ليان هاو (بالإنجليزية: LeAnne Howe)‏‏ (1951 في إدموند - )؛ روائية وشاعرة وكاتبة مسرحيات أمريكية. إضافة إلى أنها أستاذة في قسم اللغة الإنجليزية في جامعة جورجيا في مدينة أثينا بولاية جورجيا. درست سابقًا الدراسات الهندية الأمريكية واللغة الإنجليزية في جامعة مينيسوتا وجامعة إلينوي في إربانا-شامبين، وهي تنتمي إلى قبيلة التشوكتاو، إحدى أكبر القبائل الأمريكية الأصلية.